# Graham Nolan

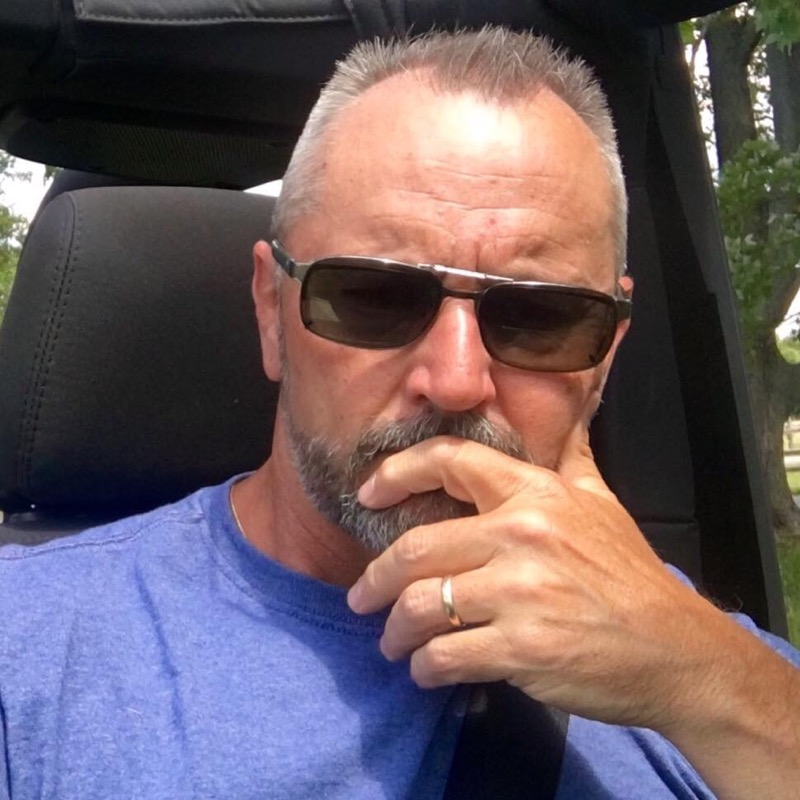
Graham Nolan, 2019

Graham Nolan (* 12. März 1962) ist ein US-amerikanischer Comiczeichner. Bekannt wurde er als Zeichner der Zeitungs-Comicstrips der Reihe The Phantom und eine der Comicserien um den Superhelden Batman.

## Biographie
Zwischen Juni 1993 und Mai 1998 zeichnete Nolan die meisten Abenteuer des Superhelden Batman für die Comicserie Detective Comics. Autor der meisten dieser Geschichten war der Schriftsteller Chuck Dixon, mit dem Nolan gemeinsam die Figur Bane entwickelte. Dabei handelt es sich um einen südamerikanischen Terroristen, dem es schließlich gelingt, Batmans Nimbus der Unbesiegbarkeit zu brechen und den Superhelden im Kampf zu bezwingen.
1998 schuf Nolan nach seinem Ausscheiden als Batman-Zeichner den viel gelobten Comicstrip Monster Island. Zwischen 2000 und 2006 gestaltete Nolan den sonntäglichen Zeitungscomicstrip zu dem Dschungelhelden The Phantom, nach seinem Ausstieg wurde er vom Zeichner Paul Ryan abgelöst. Daneben arbeitete Nolan an dem Zeitungscomicstrip Rex Morgan, M.D. und gestaltete – erneut mit Dixon als Partner – den Comicroman Superman: The Odyssey, der von den Anfangsjahren des Superhelden handelt.